# Обервайс (Німеччина)
Обервайс (нім. Oberweis) — громада в Німеччині, розташована в землі Рейнланд-Пфальц. Входить до складу району Бітбург-Прюм. Складова частина об'єднання громад Бітбургер-Ланд.
Площа — 9,74 км2. Населення становить 541 ос. (станом на 31 грудня 2020).

## Галерея

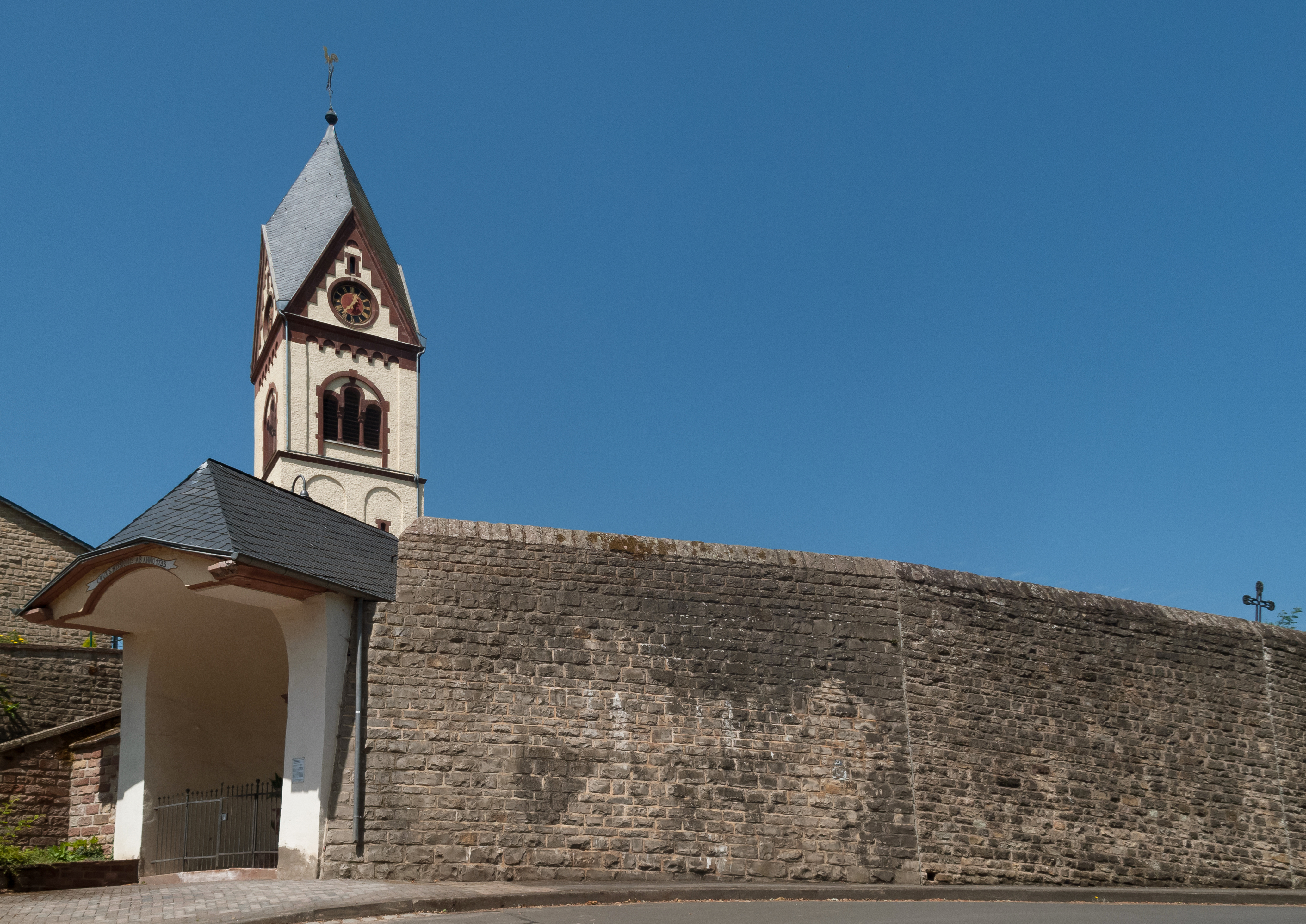